# Hautajärvi (sjö i Finland, Lappland, lat 66,52, long 29,00)
Hautajärvi är en sjö i Finland. Den ligger i kommunen Salla i landskapet Lappland, i den norra delen av landet, 700 km norr om huvudstaden Helsingfors. Hautajärvi ligger 232,5 meter över havet. Den är 3,1 meter djup. Arean är 40,3 hektar och strandlinjen är 4,39 kilometer lång. Sjön  ingår i Koundaälvens huvudavrinningsområde. 